# Raúl Guglielminetti
Le texte peut changer fréquemment, n’est peut-être pas à jour et peut manquer de recul. 
Le titre et la description de l'acte concerné reposent sur la qualification juridique retenue lors de la rédaction de l'article et peuvent évoluer en même temps que celle-ci.
Raúl Guglielminetti (né en 1941), alias "Mayor Guastavino", est un ex-agent civil des services de renseignement argentins, membre du Bataillon d'intelligence 601, aujourd'hui inculpé pour crimes contre l'humanité dans le cadre des procès entamés contre les responsables de la dictature militaire de 1976-83. Dans un procès entamé en juin 2010, il est accusé, entre autres, d'avoir participé à l'assassinat de 65 personnes commis dans le cadre de l'Opération Condor,. Guglielminetti a également été l'un des agents chargés de l'Opération Charly par laquelle l'armée argentine a exporté la « guerre sale » à l'Amérique centrale.

## Sous la dictature
La carrière criminelle de Guglielminetti commence dès les années 1960: il est ainsi inculpé, en 1964, pour trafic d'armes et possession d'armes de guerre, puis condamné l'année suivante pour braquage de voitures. Libéré, il travaille comme garde du corps de politiciens au début des années 1970, en pleine dictature de la Révolution argentine, attirant l'attention bienveillante de la police lorsqu'il aide à la répression d'une grève à Neuquén . Des contacts dans l'armée lui trouvèrent alors un emploi en tant que journaliste à Sur Argentino .
Sous la dictature de 1976-83, il était membre du Grupo de Tareas (« groupe de travail », en fait des escadrons de la mort) basé au centre clandestin de détention Automotores Orletti. Dirigé par Aníbal Gordon, qui répondait aux ordres du général Guillermo Suárez Mason, ce centre était aussi utilisé par l'armée uruguayenne dans le cadre de l'opération Condor, le major José Nino Gavazzo étant chargé du « transfert » des détenus uruguayens.
Il a aussi été accusé d'avoir été membre de l'escadron de la mort de la Triple A, dirigé en sous-main par le ministre José López Rega.
Émargeant en tant qu'agent civil du Bataillon d'intelligence 601 à partir du 16 mai 1976 , il fut chargé du Grupo de Tareas Exterior (GTE, « Groupe de travail extérieur ») à partir de 1978, aux côtés de Leandro Sanchez Reisse, qui organisa l'Opération Charly, par laquelle les Argentins ont exporté la « guerre sale » en Amérique centrale. Il fut notamment conseiller des Contras luttant contre les Sandinistes.
Selon le témoignage de Leandro Sanchez Reisse devant le Congrès des États-Unis, il était notamment responsable d'une officine à Miami chargée du blanchiment d'argent issu du trafic de stupéfiants, mené à partir de la Bolivie, qui permettait de financer les opérations militaires clandestines. Plus de 30 millions de dollars auraient ainsi transité par les pseudo-entreprises de Guglielminetti (dont Argenshow) . C'est également à travers ces entreprises que le parrain de la drogue Roberto Suárez Goméz aurait financé le coup d'État de 1980 en Bolivie (dit Cocaine Coup (en)) qui installa au pouvoir le général Luis García Meza.
Il fut également membre des forces de sécurité de la Casa Rosada entre 1968 et 1981. Il raconta publiquement certaines de ses activités, se laissant également photographier en présence de symboles nazis . On pensa longtemps qu'il travaillait à la SIDE, avant d'avoir la preuve, en 2010, qu'il était en fait un civil du Bataillon d'intelligence 601, à la suite de la déclassification d'archives ordonnée par la présidente Cristina Kirchner.

## Des années 1980 à 2006
Après la transition démocratique, il fut de nouveau membre de la sécurité présidentielle de mars 1983 à 1984,, tandis que le sous-secrétaire d'État Dante Giadone le plaça à la tête de son propre service de renseignement jusqu'à ce que le président Raúl Alfonsín démantèle ce dernier en mars 1985.
Il devint ensuite l'un des membres de la « Bande d'Aníbal Gordon », une association de malfaiteurs qui fut notamment accusée de l'enlèvement puis de l'assassinat, en 1985, du banquier Osvaldo Sivak et s'impliqua dans le trafic de stupéfiants et d'armes . La famille de Sergio Meller, séquestré en 1984, lui donna 2 millions de dollars pour qu'il utilise ses contacts avec les services secrets afin d'obtenir sa libération.
Recherché par la justice argentine dès 1985 pour des délits de droit commun, Guglielminetti fut arrêté en Espagne à l'aéroport Adolfo Suárez, de Madrid-Barajas, en possession d'un million de dollars en liquide, puis extradé au bout de six mois, en décembre 1985, avant d'être acquitté dans le procès concernant l'enlèvement d'Emilio Naum, un industriel du textile. Demeurant également en dehors des enquêtes concernant l'enlèvement du banquier Sivak, de Kelly, du braquage de la banque Hurlingham, il prit néanmoins la fuite à l'étranger en 1985, après qu'on eut découvert à son domicile des armes et des explosifs. De retour en Argentine deux ans plus tard, il fut condamné à 6 ans de prison pour ces derniers faits, et obtint une libération anticipée en 1991.
Nommé dans le rapport de la CONADEP et inculpé pour actes de torture dans un procès à Bahía Blanca, il bénéficia de l'amnistie édictée par la ley de obediencia .
Il aurait aidé le politicien péroniste José Manuel Pico, ex-président du Conseil délibératif de Buenos Aires, à fuir la justice en 1997, celui-ci étant accusé de diverses malversations, puis, en échange d'une nouvelle rétribution financière, aurait aidé la SIDE à retrouver ce dernier.

## Nouvelle arrestation et inculpations
Une fois la loi d'amnistie jugée anti-constitutionnelle par la Cour suprême, en 2003, il entra de nouveau en cavale, avant d'être arrêté le 9 août 2006 par Interpol et inculpé de crimes contre l'humanité commis lors de la dictature, demeurant en détention préventive. En novembre 2009, le procès des centres clandestins de détention El Olimpo, Atlético et Banco a commencé (« procès ABO »), Guglielminetti étant l'un des 15 accusés (avec Oscar Rolón, Julio Simón (es) et Carlos Alberto Roque Tepedino), devant répondre au total de 158 chefs d'accusations de crimes contre l'humanité. L'accusation a réclamé en septembre 2010 la prison à perpétuité lors du procès ABO, qui engage 181 victimes ainsi que l'assassinat de Carlos Fassano et de Lucía Révora de De Pedro.
Par ailleurs, il est jugé dans le cadre du procès contre les crimes commis à Orletti entre mai et octobre 1976, devant le Tribunal Oral Federal no 1 de Buenos Aires, aux côtés de Rubén Visuara (ex-colonel de l'armée), Eduardo Cabanillas (ex-général de division de l'armée), Honorio Martínez Ruiz (ex-agent de la SIDE) et Eduardo Ruffo (ex-agent civil de la SIDE) . On reproche à ces accusés d'avoir participé à des actes de torture et à l'homicide de 65 personnes.
Guglielmetti fut formellement identifié lors de ce procès, avec Ruffo, en 2010, par la fille d'un militant Tupamaro, Rutila Artes, qui fut enlevée par Ruffo et élevée par lui jusqu'à ses neuf ans avant de retrouver sa véritable identité grâce aux Grands-mères de la Place de mai. La petite-fille du poète Juan Gelman a également témoigné lors de ce procès,.